# X Premis Turia
Els X Premis Turia foren concedits el 5 de juliol de 2001 per la revista valenciana Cartelera Turia amb la intenció de guardonar les persones i col·lectius que haguessen destacat l'any anterior en qualsevol de les categories i seccions que cobria la revista: cinema (pel·lícula espanyola i estrangera, actor i actriu), teatre, arts plàstiques, literatura, gastronomia, mitjans de comunicació, esports, música, literatura i actriu porno. La llista de guanyadors era escollida per l'equip de redactors i col·laboradors de la revista. L'entrega es va produir al Teatre Talia de València en un acte presentat per Tonino i Juanjo de la Iglesia, antics reporters del programa Caiga quien Caiga.
El premi consistia en una estàtua que imitava la que sortia a la mítica pel·lícula El falcó maltès (1950) de John Huston.

## Guardons
Els guanyadors de l'edició foren:
| Categoria                                 | Premiat                         | Labor premiada                                 |
| ----------------------------------------- | ------------------------------- | ---------------------------------------------- |
| Millor Pel·lícula Espanyola               | Mones com la Becky              | Joaquim Jordà i Català i Núria Villazán Martín |
| Millor Pel·lícula Espanyola               | Krámpack                        | Cesc Gay                                       |
| Millor Pel·lícula Estrangera              | Le goût des autres              | Agnès Jaoui                                    |
| Millor Opera Prima                        | Sé quién eres                   | Patricia Ferreira                              |
| Millor realitzador revelació              | Javier Corcuera                 | La espalda del mundo                           |
| Premi Especial Cinema                     | Gerardo Herrero                 |                                                |
| Premi Especial Cinema                     | Juan Luis Galiardo              |                                                |
| Premi Especial Turia                      | Jaime Chávarri                  | Besos para todos                               |
| Premi Especial Turia                      | Fugitivas                       | Miguel Hermoso                                 |
| Millor Actor                              | -                               | -                                              |
| Millor Actriu                             | -                               | -                                              |
| Millor muntatge teatral                   | Els Joglars                     | Daaalí                                         |
| Millor muntatge teatral                   | L'Horta Teatre                  | 25è Aniversari                                 |
| Millor contribució gastronòmica           | Restaurante Alghero             | -                                              |
| Millor contribució a la cultura del vi    | Bodega Montaña                  | -                                              |
| Millor contribució a les arts plàstiques  | Artur Heras                     |                                                |
| Millor contribució literària              | José Luis Sampedro              |                                                |
| Millor contribució musical                | Francesc Pi de la Serra         |                                                |
| Millor contribució esportiva              | Ferrobús-Ku Mislata             |                                                |
| Millor contribució social                 | Els treballadors de Sintel      |                                                |
| Millor contribució cívica                 | Santiago Carrillo Gonzalo Anaya |                                                |
| Millor contribució mitjans de comunicació | Interviú                        | 25è Aniversari                                 |
| Millor programa de televisió              | Sense filtre                    | RTVV                                           |
| Millor Actriu Porno Europea               | Zara Whites                     |                                                |
| Premi Huevo de Colón                      | El Gran Wyoming                 |                                                |

## Premi per votació dels lectors
| Categoria                    | Pel·lícula         | Director       |
| ---------------------------- | ------------------ | -------------- |
| Millor pel·lícula espanyola  | El bola            | Achero Mañas   |
| Millor pel·lícula estrangera | Dancer in the Dark | Lars von Trier |